# JAM Project
JAM Project(잼 프로젝트)는 일본의 그룹이다. 소속 레코드 회사는 란티스이지만 초기에는 빅터엔터테인먼트에서도 앨범을 냈다. 약칭은 JAM, 잼프이며, 일본에서는 쟈무프로(ジャムプロ)라고도 불린다.

## 개요
애니메이션, 게임 등의 주제가에 기성 가수들의 노래를 사용하는 '타이업'이 많아지는 현상에 반발하여, '21세기에도 애니송의 혼을 남기고 싶다'는 미즈키 이치로의 제안으로 결성되었다. 그룹의 정식 명칭은 'Japan Animationsong Makers Project'.
결성 당시 초기 멤버는 애니송의 '형님'이라 불리는 미즈키 이치로, 드래곤볼Z의 주제가를 부른 카게야마 히로노부, 애니메탈의 보컬 사카모토 에이조, 포켓몬스터 주제가로 애니송 최초 밀리언 셀러이자 최다 싱글 판매 기록을 가진 마츠모토 리카, 용자왕 가오가이가 주제가를 부른 엔도 마사아키였다.
이후 미즈키 이치로가 '비상근 선언'을 하며 팀의 활동에서 빠지고, 사카모토 에이조가 '졸업'이라는 이름으로 탈퇴한 후 원피스의 주제가를 부른 키타다니 히로시, 마크로스7에서 넷키 바사라의 노래를 맡은 후쿠야마 요시키, 애니송 전문 가수 오쿠이 마사미가 가입하여 6인으로 주로 활동하였다. 여기에 브라질의 만화 축제 'Anime Friends'에서 일본의 애니송을 불렀던 히카르도 크루즈가 부정기로 참여하고 있다.
2008년 4월 7일 마츠모토 리카가 활동 중지 선언을 해 현재 5명의 멤버가 활동중이며 2008년부터 해외에도 적극적으로 나가고 있다.

## 대한민국에서의 활동
- 2006년 5월 28일, SICAF의 초청을 통해 카게야마 히로노부와 엔도 마사아키의 공연 및 팬사인회가 열렸다. 상당한 호응 속에 행사를 마친 이들은 잼 프로젝트의 내한공연을 약속했다.
- 2007년 11월 14일, 카게야마 히로노부와 엔도 마사아키가 서울시 홍익대학교 앞 롤링홀에서 공연을 했다.
- 2008년 1월 13일, 미즈키 이치로와 키타다니 히로시가 롤링홀에서 공연을 했다.
- 2008년 9월 20일, 서울특별시 어린이대공원에 있는 돔 아트홀에서 JAM Project-WOLRD FLIGHT 2008 "No Border"

in Seoul Korea- 공연을 했다. 이 날, 게임『슈퍼로봇대전Z』오프닝곡 Crest of "Z's"를 전 세계 최초로 공개하였다.
- 2009년 5월 16일, 서울특별시 광진구 멜론악스에서 JAM Project Hurricane Tour 2009 'Gate of the Future' 공연을 했다.
- 2010년 1월 16일, 서울특별시 마포구 V-HALL에서 F-BAND ASIATOUR 'YOSHIKI FUKUYAMA Asia Tour 2009-2010 IN KOREA' 공연을 했다.
- 2010년 9월 4일, 서울특별시 광운대학교 문화관 대강당에서 JAM Project Live 2010 'Maximizer' 공연을 했다.
- 2011년 10월 29일, 서울특별시 광진구 악스코리아에서 JAM Project Live 2011-2012 'GO! GO! GOING!!~ARIGATO TOMODACHI~' 공연을 했다.
- 2015년 4월 4일 서울특별시 광진구 악스코리아에서 ANISONG World Tour Lantis Festival 2015 in Seoul 공연을 했다.

## 멤버

### 레귤러
- 카게야마 히로노부
- 엔도 마사아키
- 키타다니 히로시(2002년 6월 가입)
- 오쿠이 마사미(2003년 3월 가입)
- 후쿠야마 요시키(2003년 3월 가입)

### 준 레귤러
- 미즈키 이치로(2002년 8월 [비상근선언], 단 2007년 4월에 STORMBRINGER를 통해 비상근선언 이후 처음으로 잼 프로젝트의 활동에 참가함.)
- 마츠모토 리카(2008년 4월 7일 잼프로젝트 공식 홈페이지를 통해 일시적인 활동 중지 선언)
- 히카르도 크루즈(열풍! 질풍! 사이버스타 [熱風！疾風！サイバスター]부터 부정기적인 활동)

### 과거 멤버
- 사카모토 에이조(2003년 3월 [졸업]선언)

## 음반 목록
여기 나온 날짜는 일본 현지 기준이다. 대부분의 앨범은 란티스에서 출시.

### 싱글 앨범
1. 바람이 되어라(疾風になれ)（2000년 7월 26일 발매 카탈로그 번호 LADA-1002
  1. 바람이 되어라(疾風になれ)（OVA『엑스드라이버』오프닝곡）feat.마츠모토 리카(松本梨香)&카게야마 히로노부(影山ヒロノブ)
  2. CRAZY REVOLUTION（OVA『엑스드라이버』삽입곡）feat.마츠모토 리카(松本梨香)&카게야마 히로노부(影山ヒロノブ)
  3. 바람이 되어라(疾風になれ)（off vocal version）
  4. CRAZY REVOLUTION（off vocal version）
2. Danger Zone（2000년 11월 22일 발매）카탈로그 번호 LACM-4002
  1. Danger Zone（극장판『엑스드라이버 Clip』오프닝 주제가）feat.사카모토 에이조(さかもとえいぞう)&엔도 마사아키(遠藤正明)
  2. It's Emotion（노래：M Rie）
  3. Danger Zone（movie clip version）
  4. Danger Zone（off vocal version）
  5. It's Emotion（off vocal version）
3. STORM（2000년 12월 21일 발매）카탈로그 번호 LADA-1006
  1. STORM（OVA『신게타로보 대 네오게타로보』오프닝곡）feat.미즈키 이치로(水木一郎)&카게야마 히로노부(影山ヒロノブ)
  2. RISING（OVA『신게타로보 대 네오게타로보』엔딩곡）feat.미즈키 이치로(水木一郎)&카게야마 히로노부(影山ヒロノブ)
  3. STORM（off vocal version）
  4. RISING（off vocal version）
4. SOULTAKER（2001년 4월 21일 발매）드물게 란티스가 아닌 빅터 엔터테인먼트를 통해 나왔다. 카탈로그 번호 VICL-35252
  1. SOULTAKER（TV 애니메이션『The Soul Taker 〜영혼 사냥꾼〜』오프닝곡）
  2. KI・ZU・NA
  3. SOULTAKER（off vocal version）
  4. KI・ZU・NA（off vocal version）
5. 강철의 구세주(鋼の救世主)（2001년 4월 25일 발매）카탈로그 번호 LACM-4010
  1. 강철의 구세주(鋼の救世主)（플레이스테이션 게임『슈퍼로봇대전 알파 외전』오프닝곡）
  2. POWER（플레이스테이션 게임『슈퍼로봇대전 알파 외전』엔딩곡）
  3. 강철의 구세주(鋼の救世主)（off vocal version）
  4. POWER（off vocal version）
6. FIRE WARS/TORNADO（2001년 9월 29일 발매）카탈로그 번호 LACM-4027
  1. FIRE WARS（OVA『마징카이저』오프닝곡）feat.카게야마 히로노부(影山ヒロノブ)
  2. TORNADO（OVA『마징카이저』엔딩곡）feat.미즈키 이치로(水木一郎)
  3. FIRE WARS（off vocal version）
  4. TORNADO（off vocal version）
7. CRUSH GEAR FIGHT!!（2001년 10월 30일 발매）카탈로그 번호 LACM-4032
  1. CRUSH GEAR FIGHT!!（TV 애니메이션『격투! 크러시 기어TURBO』오프닝곡）
  2. 사랑이지요！！～기어를 잇자～(愛だよねっ！！～ギアをつなごう～)（TV 애니메이션『격투! 크러시 기어TURBO』엔딩곡）
  3. CRUSH GEAR FIGHT!!（off vocal version）
  4. 사랑이지요！！～기어를 잇자～(愛だよねっ！！～ギアをつなごう～)（off vocal version）
8. Over the Top!（2001년 10월 30일 발매） 카탈로그 번호 LACM-4034
  1. Over the Top!（플레이 스테이션 2 게임『기갑무장 G브레이커 레젠드 오브 크라우디아 』오프닝곡）feat.사카모토 에이조(さかもとえいぞう)&엔도 마사아키(遠藤正明)&카게야마 히로노부(影山ヒロノブ)
  2. In my Heart（플레이 스테이션 2 게임『기갑무장 G브레이커 레젠드 오브 크라우디아 』엔딩곡）feat.사카모토 에이조(さかもとえいぞう)&엔도 마사아키(遠藤正明)&카게야마 히로노부(影山ヒロノブ)
  3. Over the Top!（off vocal version）
  4. In my Heart（off vocal version）
9. LADY FIGHTER!（2001년 11월 29일 발매）카탈로그 번호 LACM-4037
  1. LADY FIGHTER!（플레이 스테이션 2 게임『선라이즈 영웅담 2』오프닝곡）feat.마츠모토 리카(松本梨香)
  2. 운명의 실(運命の糸)（플레이 스테이션 2 게임『선라이즈 영웅담 2』엔딩곡）feat.마츠모토 리카(松本梨香)
  3. LADY FIGHTER（off vocal version）
  4. 운명의 실(運命の糸)（off vocal version）
10. 바람의 독수리(風のEAGLE)（2002년 4월 3일 발매）카탈로그 번호 LACM-4050
  1. 바람의 독수리(風のEAGLE)（TV 애니메이션『격투！크러시기어TURBO』삽입곡）feat.카게야마 히로노부(影山ヒロノブ)
  2. Alright now!（TV 애니메이션『격투！크러시기어TURBO』이미지곡）feat.마츠모토 리카(松本梨香)
  3. CRUSH GEAR FIGHT!（remix version）
  4. 바람의 독수리(風のEAGLE)（off vocal version）
  5. Alright now!（off vocal version）
11. GO!!（2002년 4월 24일 발매）카탈로그 번호 LACM-4051
  1. GO!!（플레이 스테이션 2 게임『슈퍼로봇대전IMPACT』오프닝곡）
  2. DEPARTURE（플레이 스테이션 2 게임『슈퍼로봇대전IMPACT』엔딩곡）
  3. GO!!（off vocal version）
  4. DEPARTURE（off vocal version）
12. GET UP CRUSH FIGHTER!（2002년 7월 24일 발매）카탈로그 번호 LACM-4066
  1. GET UP CRUSH FIGHTER!（극장용 애니메이션『격투! 크러쉬 기어 TURBO 카이저반의 도전!』삽입곡）feat.카게야마 히로노부(影山ヒロノブ)&마츠모토 리카(松本梨香)&사카모토 에이조(さかもとえいぞう)&엔도 마사아키(遠藤正明)
  2. Alright now!（movie remix version）
13. 한탄의 로자리오(嘆きのロザリオ)（2002년 10월 23일 발매）카탈로그 번호 LACM-4075
  1. 한탄의 로자리오(嘆きのロザリオ)（TV 애니메이션『초중신 그라비온』오프닝곡）
  2. 합신! 갓그라비온(合神！ゴッドグラヴィオン)（TV 애니메이션『초중신 그라비온』삽입곡）feat.엔도 마사아키
  3. 한탄의 로자리오(嘆きのロザリオ)（off vocal version）
  4. 합신! 갓그라비온(合神！ゴッドグラヴィオン)（off vocal version）
14. Go!Go!레스큐(Go!Go!レスキュー)（2003년 2월 26일 발매）카탈로그 번호 LACM-4086
  1. Go!Go!레스큐(Go!Go!レスキュー)（TV 애니메이션『출격!머신로보 레스큐』오프닝곡）feat.키타다니 히로시(きただにひろし)&엔도 마사아키(遠藤正明)&마츠모토 리카(松本梨香)
  2. 마치 오브 레스큐 히어로(マーチ・オブ・レスキューヒーロー)（TV 애니메이션『출격!머신로보 레스큐』엔딩곡）feat.키타다니 히로시(きただにひろし)&엔도 마사아키(遠藤正明)&마츠모토 리카(松本梨香)
  3. Go!Go!레스큐(Go!Go!レスキュー)（off vocal version）
  4. 마치 오브 레스큐 히어로(マーチ・オブ・レスキューヒーロー)（off vocal version）
15. Little Wing（2003년 4월 23일 발매）카탈로그 번호 LACM-4089
  1. Little Wing（TV 애니메이션『스크랩드 프린세스』오프닝곡）feat.오쿠이 마사미(奥井雅美)
  2. In the Chaos（TV 애니메이션『갤럭시 엔젤(애니메이션)（제3기）』최종회 엔딩곡）feat.오쿠이 마사미(奥井雅美)
  3. Little Wing（off vocal version）
  4. In the Chaos（off vocal version）
16. SKILL（2003년 4월 23일 발매）카탈로그 번호 LACM-4090
  1. SKILL（플레이 스테이션 2 게임『제2차 슈퍼로봇대전 알파』오프닝곡）
  2. FOREVER & EVER（플레이 스테이션 2 게임『제2차 슈퍼로봇대전 알파』엔딩곡）
  3. SKILL（off vocal version）
  4. FOREVER & EVER（off vocal version）
17. The Gate of the Hell（2003년 8월 6일발매）카탈로그 번호 LACM-4098
  1. The Gate of the Hell（OVA『마징카이저 ~사투! 암흑대장군~』오프닝곡）feat.후쿠야마 요시키(福山芳樹)
  2. 전사여 잠들어라…(戦士よ眠れ…)（OVA『마징카이저 ~사투! 암흑대장군~』엔딩곡）feat.후쿠야마 요시키(福山芳樹)
  3. 마신등장!!(魔神見参！！)（OVA『마징카이저 ~사투! 암흑대장군~』삽입곡）feat.엔도 마사아키(遠藤正明)
  4. The Gate of the Hell（off vocal version）
  5. 전사여 잠들어라…(戦士よ眠れ…)（off vocal version）
  6. 마신등장!!(魔神見参！！)（off vocal version）
18. Destination（2003년 9월 26일 발매）카탈로그 번호 LACM-4105
  1. Destination（플레이 스테이션 2 게임『선라이즈 월드워 from 선라이즈 영웅담』오프닝곡）feat.마츠모토 리카(松本梨香)
  2. Promise~미래로의 맹세~(Promise～未来への誓い～)（플레이 스테이션 2 게임『선라이즈 월드워 from 선라이즈 영웅담』엔딩곡）feat.마츠모토 리카(松本梨香)
  3. Destination（off vocal version）
  4. Promise~미래로의 맹세~(Promise～未来への誓い～)（off vocal version）
19. 붉은 어금니(紅ノ牙)（2004년 1월 21일 발매）카탈로그 번호 LACM-4119
  1. 붉은 어금니(紅ノ牙)（TV 애니메이션『초중신 그라비온 쯔바이』오프닝곡）
  2. 염황합신! 솔 그라비온!!(炎皇合神！ソルグラヴィオン！！)（TV 애니메이션『초중신 그라비온 쯔바이』삽입곡）feat.후쿠야마 요시키(福山芳樹)
  3. 붉은 어금니(紅ノ牙)（off vocal version）
  4. 염황합신! 솔 그라비온!!(炎皇合神！ソルグラヴィオン！！)（off vocal version）
20. VICTORY（2004년 4월 21일 발매）카탈로그 번호 LACM-4127
  1. VICTORY（플레이 스테이션 2 게임『슈퍼로봇대전MX』오프닝곡）
  2. 약속의 땅(約束の地)（플레이 스테이션 2 게임『슈퍼로봇대전MX』엔딩곡）
  3. VICTORY（off vocal version）
  4. 약속의 땅(約束の地)（off vocal version）
21. DRAGON（2004년 4월 21일 발매）카탈로그 번호 LACM-4128
  1. DRAGON（OVA『신겟타로보』오프닝곡）
  2. No Serenity（OVA『신겟타로보』엔딩곡）feat.카게야마 히로노부(影山ヒロノブ)&엔도 마사아키(遠藤正明)&후쿠야마 요시키(福山芳樹)
  3. DRAGON（off vocal version）
  4. No Serenity（off vocal version）
22. VOYAGER（2004년 5월 26일 발매）카탈로그 번호 LACM-4133
  1. VOYAGER（TV 애니메이션『판다 제트』오프닝곡）
  2. VOYAGER（instrumental version）（TV 애니메이션『판다 제트』엔딩곡）
  3. VOYAGER（off vocal version）
23. 한계 배틀(限界バトル)（2004년 11월 26일 발매）카탈로그 번호 LACM-4165
  1. 한계 배틀(限界バトル)（TV 애니메이션『유희왕 듀얼 몬스터스 GX』엔딩곡）
  2. Battle Communication!!
  3. 한계 배틀(限界バトル)（off vocal version）
  4. Battle Communication!!（off vocal version）
24. PC게임『머브러브 얼터너티브』Insertion song Collection（삽입곡집）（2005년 5월 25일 발매）카탈로그 번호 LACM-4197 ※ 남자멤버 only
  1. 미래로의 포효(未来への咆哮)（feat.카게야마 히로노부[影山ヒロノブ]&엔도 마사아키[遠藤正明]&키타다니 히로시[きただにひろし]&후쿠야마 요시키[福山芳樹]）
  2. 날개(翼)（노래：카게야마 히로노부[影山ヒロノブ]）
  3. Carry on（노래：엔도 마사아키[遠藤正明]）
  4. 미래로의 포효(未来への咆哮)（off vocal version）
  5. 날개(翼)（off vocal version）
  6. Carry on（off vocal version）
25. 미궁의 프리즈너(迷宮のプリズナー)（2005년 6월 22일 발매） ※Nuno Bettencourt가 참가한 곡. 카탈로그 번호 LACM-4195
  1. 미궁의 프리즈너(迷宮のプリズナー)（OVA『슈퍼로봇대전ORIGINAL GENERATION THE ANIMATION』오프닝곡）
  2. 열풍!질풍!사이버스타(熱風！疾風！サイバスター)（OVA『슈퍼로봇대전ORIGINAL GENERATION THE ANIMATION』삽입곡）feat.카게야마 히로노부(影山ヒロノブ)&엔도 마사아키(遠藤正明)&키타다니 히로시(きただにひろし)&후쿠야마 요시키(福山芳樹)&히카르도 크루즈(ヒカルド․クルーズ)
  3. 미궁의 프리즈너(迷宮のプリズナー)（off vocal version）
  4. 열풍!질풍!사이버스타(熱風！疾風！サイバスター)（off vocal version）
26. GONG（2005년 8월 3일 발매） ※Nuno Bettencourt가 참가한 곡. 카탈로그 번호 LACM-4210
  1. GONG（플레이 스테이션 2 게임『제3차 슈퍼로봇대전 알파 종언의 은하로』오프닝곡）
  2. Brother in Faith（플레이 스테이션 2 게임『제3차 슈퍼로봇대전 알파 종언의 은하로』엔딩곡）
  3. GONG（off vocal version）
  4. Brother in Faith（off vocal version）
27. 아랑~SAVIOR IN THE DARK~(牙狼～SAVIOR IN THE DARK～)（2006년 1월 25일 발매）카탈로그 번호 LACM-4225
  1. 아랑~SAVIOR IN THE DARK~(牙狼～SAVIOR IN THE DARK～)（특수촬영드라마『아랑-GARO-』오프닝곡）
  2. Fencer of GOLD
  3. 아랑~SAVIOR IN THE DARK~(牙狼～SAVIOR IN THE DARK～)（off vocal version）
  4. Fencer of GOLD（off vocal version）
28. Break Out（2006년 11월 1일 발매）카탈로그 번호 LACM-4310
  1. Break Out（TV 애니메이션『슈퍼로봇대전OG -디바인 워즈-』오프닝곡）
  2. The everlasting
  3. Break Out（off vocal version）
  4. The everlasting（off vocal version）
29. RISING FORCE（2007년 2월 21일 발매）카탈로그 번호 LACM-4344. ※2007년 2월 18일의 콘서트에서 처음 공개
  1. RISING FORCE（TV 애니메이션『슈퍼로봇대전OG -디바인 워즈-』Super Spirit Inspire Theme Song）
  2. Fight to the end~성전~(Fight to the end～聖戦～)（TV 애니메이션『슈퍼로봇대전OG -디바인 워즈-』이미지송）
  3. RISING FORCE（off vocal version）
  4. Fight to the end~성전~(Fight to the end～聖戦～)（off vocal version）
30. STORMBRINGER（2007년 4월 25일 발매) 카탈로그 번호 LACM-4360 ※미즈키 이치로가 비상근선언을 한 후 처음으로 참가한 곡
  1. STORMBRINGER（TV 애니메이션『강철신 지그』오프닝곡）
  2. Dead or Alive（TV 애니메이션『강철신 지그』삽입곡）
  3. STORMBRINGER（off vocal version）
  4. Dead or Alive（off vocal version）
31. Divine love（2007년 4월 25일 발매）카탈로그 번호 LACM-4361
  1. Divine love（TV 애니메이션『세인트 비스트~광음서사시천사담~』오프닝곡）feat.키타다니 히로시(きただにひろし)
  2. IN FATE（플레이 스테이션 2 게임『세인트 비스트~나선의 장~』오프닝곡）feat.키타다니 히로시(きただにひろし)
  3. Divine love（off vocal version）
  4. IN FATE（off vocal version）
32. Dragon Storm 2007 (2007년 7월 1일 발매) 카탈로그 번호 LZM-2002 ※ Dragon Gate 공식 테마
  1. Dragon Storm 2007(Dragon Gate 공식 테마곡)
  2. Space Gate #2
  3. Dragon Storm 2007(Off Vocal)
33. Rocks（2007년 8월 8일 발매）카탈로그 번호 LACM-4400
  1. Rocks（플레이 스테이션 2 게임『슈퍼로봇대전OG ORIGINAL GENERATIONS』오프닝곡）
  2. Portal（플레이 스테이션 2 게임『슈퍼로봇대전OG ORIGINAL GENERATIONS』엔딩곡）
  3. Rocks（off vocal version）
  4. Portal（off vocal version）
34. No Border（2008년 1월 23일 발매）카탈로그 번호 LACM-4452. ※월드투어 기념 첫 오리지널 싱글.
  1. No Border
  2. HERO
  3. No Border（off vocal）
  4. HERO（off vocal）
35. Crest of "Z's"（2008년 9월 26일 발매）카탈로그 번호 LACM-4530 ※ 마츠모토 리카가 빠진 후 나오는 첫 싱글.
  1. Crest of "Z's"（플레이 스테이션 2 게임『슈퍼로봇대전Z』오프닝곡）
  2. Cosmic Dance（플레이 스테이션 2 게임『슈퍼로봇대전Z』엔딩곡）
  3. Crest of "Z's"(Off vocal Version)
  4. Cosmic Dance(Off Vocal)
36. 헬로 다윈! ~호기심 온 디멘드~(ハローダーウィン！～好奇心オンデマンド～) (2008년 10월 22일 발매) 카탈로그 번호 LACM-4536
  1. 헬로 다윈! ~호기심 온 디멘드~(ハローダーウィン！～好奇心オンデマンド～)(케로로 중사 OP)
  2. 할렐루야(晴レルヤ！)
  3. 헬로 다윈! ~호기심 온 디멘드~(ハローダーウィン！～好奇心オンデマンド～)(off vocal)
  4. 할렐루야(晴レルヤ！)(off vocal)
37. Space Roller Coaster GO GO!（2009년 3월 4일 발매) 카탈로그 번호 LACM-4576 ※ NICE GIRL 프로젝트! 유닛인 NICE GIRL μ와 함께 'JAM Project with NICE GIRL μ'라는 이름으로 발매.
  1. Space Roller Coaster GO GO!（영화 케로로 더 무비:드래곤 워리어 동시상영작 『케로0 출발이야! 전원집합!』주제가)
  2. 아스타마니아~나(アスタマニア〜ナ)
  3. Space Roller Coaster GO GO! (off vocal)
  4. 아스타마니아~나(アスタマニア〜ナ) (off vocal)
38. 레스큐 파이어(レスキューファイアー) (2009년 5월 27일 발매) 카탈로그 번호 LACM-4617
  1. Rescue Fire(レスキューファイアー)(특촬드라마 『토미카 히어로 레스큐 파이어』 오프닝테마)
  2. Three soul
  3. Rescue Fire(レスキューファイアー) (off vocal)
  4. Three soul (off vocal)
39. 수호신-The Guardian-(守護神-The Guardian-)（2009년 8월 5일 발매） 카탈로그 번호 LACM-4632
  1. 수호신-The Guardian-(守護神-The Guardian-)(TV 애니메이션『진 마징가 충격! Z편 on television』오프닝 주제가)
  2. Godest!
  3. 수호신-The Guardian-(守護神-The Guardian-)（off vocal）
  4. Godest!（off vocal）
40. Battle No Limit(2009년 10월 7일 발매) 카탈로그 번호 LACM-4654
  1. Battle No Limit(TV 애니메이션『배틀 스피리츠 소년격패단』오프닝 주제가)
  2. Bonds Of Friendship
  3. Battle No Limit!（off vocal）
  4. Bonds Of Friendship（off vocal）
41. 모험왕~Across the Legendary kingdom~(冒険王～Across the Legendary kingdom～) (2009년 10월 28일 발매) 카탈로그 번호 LACM-4661
  1. 모험왕~Across the Legendary kingdom~(冒険王～Across the Legendary kingdom～) (온라인 RPG 게임『라그나로크 온라인』라그나로크 온라인 월드 챔피언십 2009 주제가)
  2. BIG BANG EXPLOSION～Song for Ragnarok Party～
  3. 모험왕~Across the Legendary kingdom~(冒険王～Across the Legendary kingdom～)(교향곡 버전)
  4. 모험왕~Across the Legendary kingdom~(冒険王～Across the Legendary kingdom～)(off vocal)
  5. BIG BANG EXPLOSION～Song for Ragnarok Party～（off vocal)
42. 폭진완료! 레스큐 파이어(爆鎮完了！レスキューファイヤー)(2009년 11월 11일 발매) 카탈로그 번호 LACM-4666
  1. 폭진완료! 레스큐 파이어(爆鎮完了！レスキューファイヤー)
  2. 나와라 가이아 레온(いでよ ガイアレオン)
  3. 폭진완료! 레스큐 파이어(爆鎮完了！レスキューファイヤー)（off vocal）
  4. 나와라 가이아 레온(いでよ ガイアレオン)（off vocal）
43. TRANSFORMERS EVO. (2010년 4월 21일 발매) 카탈로그 번호 LACM-4705
  1. TRANSFORMERS EVO. (TV 애니메이션 트랜스포머 애니메이티드 오프닝 주제가)
  2. PRAISE BE TO DECEPTICON
  3. TRANSFORMERS EVO. (off vocal)
  4. PRAISE BE TO DECEPTICON (off vocal)

### 앨범
1. BEST Project～JAM Project BEST COLLECTION～（2002년 3월 6일 발매）카탈로그 번호 LACA-5092
  1. CRUSH GEAR FIGHT!
  2. 강철의 구세주(鋼の救世主)
  3. LADY FIGHTER!
  4. STORM
  5. FIRE WARS
  6. In my Heart
  7. SOULTAKER
  8. 운명의 실(運命の糸)
  9. TORNADO
  10. Danger Zone
  11. CRAZY REVOLUTION
  12. RISING
  13. 사랑이지요！！～기어를 잇자～(愛だよねっ！！～ギアをつなごう～)
  14. 바람이 되어라(疾風になれ)
  15. Over the Top!
  16. POWER
  17. KI・ZU・NA
2. FREEDOM～JAM Project BEST COLLECTION II～（2003년 9월 3일 발매） 카탈로그 번호 LACA-5200 ※ 참가 멤버는 최다지만 이들이 같이 부른 곡은 없음.
  1. SKILL (album version)
  2. 한탄의 로자리오(嘆きのロザリオ)
  3. Little Wing
  4. FREEDOM
  5. 합신! 갓그라비온(合神！ゴッドグラヴィオン)
  6. Go!Go!레스큐(Go!Go!レスキュー)
  7. In the Chaos
  8. GET UP CRUSH FIGHTER!
  9. DEPARTURE
  10. Alright now! (remix version)
  11. 마치 오브 레스큐 히어로(マーチ・オブ・レスキューヒーロー)
  12. 바람의 독수리(風のEAGLE)
  13. GO!!
  14. FOREVER & EVER
  15. DAYS~우리들의 미래~(DAYS～僕らの未来～)
3. JAM-ISM～JAM Project BEST COLLECTION III～（2004년 9월 23일 발매）카탈로그 번호 LACA-5320 ※ 2기 첫 앨범.
  1. VICTORY
  2. 붉은 어금니(紅ノ牙)
  3. VOYAGER
  4. Cry for the Earth
  5. DRAGON
  6. Destination
  7. 전사여 잠들어라…(戦士よ眠れ…)
  8. 약속의 땅(約束の地)
  9. 마신등장!!(魔神見参！！)
  10. No Serenity
  11. The Gate of the Hell
  12. Promise~미래로의 맹세~(Promise～未来への誓い～)
  13. 염황합신! 솔 그라비온!!(炎皇合神！ソルグラヴィオン！！)
  14. Peaceful One
4. Olympia～JAM Project BEST COLLECTION IV～（2006년 4월 5일 발매）카탈로그 번호 LACA-5500
  1. GONG (album version)
  2. 아랑~SAVIOR IN THE DARK~(牙狼～SAVIOR IN THE DARK～)
  3. Olympia
  4. 한계 배틀(限界バトル)
  5. 미궁의 프리즈너(迷宮のプリズナー)
  6. Battle Communication!!
  7. 미래로의 포효(未来への咆哮)
  8. Protect you（OVA『슈퍼로봇대전ORIGINAL GENERATION THE ANIMATION』vol.1엔딩곡）
  9. Fencer of GOLD
  10. Name of the Truth（OVA『슈퍼로봇대전ORIGINAL GENERATION THE ANIMATION』vol.2엔딩곡）
  11. 별하늘의 레퀴엠(星空のレクイエム)（OVA『슈퍼로봇대전ORIGINAL GENERATION THE ANIMATION』vol.3엔딩곡）
  12. 열풍!질풍!사이버스타(熱風！疾風！サイバスター)
  13. Brother in Faith
5. Big Bang～JAM Project BEST COLLECTION V～（2007년 7월 4일 발매）카탈로그 번호 LACA-5650
  1. Break Out
  2. STORMBRINGER
  3. Name~그대의 이름은~(Name～君の名は～)（PC게임『머브러브 얼터너티브（한정해제판）』삽입곡）
  4. Salvage（플레이 스테이션 2 게임『갤럭시 엔젤II 무한회랑의 열쇠』엔딩곡）feat.마츠모토 리카(松本梨香)&오쿠이 마사미(奥井雅美)
  5. Divine love
  6. RISING FORCE
  7. Dead or Alive
  8. 엠블렘~이름없는 영웅들에게~(エンブレム～名も無き英雄達へ～)（TV 애니메이션『부활하는 하늘 -RESCUE WINGS-』엔딩곡）feat.카게야마 히로노부(影山ヒロノブ)
  9. DRAGON STORM 2007（『DRAGON GATE』2007년도 이후의 공식 테마송）
  10. Fight to the end~성전~(Fight to the end～聖戦～)
  11. IN FATE
  12. The everlasting
  13. Garimpeiro
6. Get over the Border～JAM Project BEST COLLECTION VI～（2008년 8월 6일 발매）카탈로그 번호 LACA-5795
  1. Get over the Border
  2. No Border
  3. Rocks（PS2게임 소프트『슈퍼로봇대전OG ORIGINAL GENERATIONS』OP테마）
  4. Legend of the Heroes（카드 게임『소년 선데이vs소년 매거진』테마곡）
  5. 날개(翼)
  6. SHURAKI（오리지널 피규어『슈라키』테마곡）
  7. Milky Way
  8. BEAUTIFUL PEOPLE
  9. NEW GENERATION! ～KOBE to the WORLD～（『DRAGON GATE』테마곡 제 2탄）
  10. Portal（PS2게임 소프트『슈퍼로봇대전OG ORIGINAL GENERATIONS』ED테마）
  11. 허리케인 LOVE(ハリケーンLOVE)
  12. HERO
  13. Sempre Sonhando～꿈을 쫓는 사람～(Sempre Sonhando～夢追人～, "Sempre Sonhando"는 포르투갈어로 "언제나 꿈을 꿈"을 뜻한다.)
7. SEVENTH EXPLOSION～JAM Project BEST COLLECTION VII～ (2009년 11월 25일 발매) 카탈로그 번호 LACA-5980
  1. SEVENTH EXPLOSION
  2. Crest of "Z's"
  3. 레스큐 파이어(レスキューファイアー)
  4. 수호신-The Guardian-(守護神-The Guardian-)
  5. 헬로 다윈! ~호기심 온 디멘드~(ハローダーウィン！～好奇心オンデマンド～)
  6. Cosmic Dance
  7. Godest!
  8. 아스타마니아~나(アスタマニア〜ナ)
  9. Battle No Limit!
  10. Space Roller Coaster GO GO!
  11. Bonds of Friendship
  12. 할렐루야(晴レルヤ！)
  13. Three souls
  14. Only One (For 중국 2010년 상하이 세계 박람회～Japanese ver.) (2010년 상하이 세계 박람회 공식 주제곡)

### 그 외 기타
- 슈퍼로봇대전 알파 ORIGINAL STORY D-2(スーパーロボット大戦α ORIGINAL STORY D-2)（2001년 5월 23일 발매）

「열풍！질풍！사이버스타 EDGEWIRED version」(「熱風！疾風！サイバスター EDGEWIRED version」)（feat.사카모토 에이조[さかもとえいぞう]&엔도 마사아키[遠藤正明]）수록
- JAM FIRST PROCESS（2002년 3월 21일발매）카탈로그 번호는 통상판이 VICL-60843, 초회 한정판이 VIZL-58 ※ 첫 오리지널 앨범.

1. Ready Go!!~Song for J's 혼~(Ready Go!!～Song for J's 魂～)
2. The End of Day~여신 클라우디아의 선택~(The End of Day～女神クラウディアの選択～)
3. NOTE
4. Girls be ambitious
5. DESPERATE
6. 우연히 만날 수 있었던 기적(めぐり逢えた奇跡)
7. Super Soul
8. Precious
9. 물에 비치는 달~my heart~(水に映る月～my heart～)
10. Deep so deep

- 엠블렘(エンブレム)（2006년 3월 8일 발매）카탈로그 번호 LACA-5488 ※ 남자멤버 only

1. 엠블렘~이름 없는 영웅들에게~(エンブレム～名も無き英雄達へ～) feat.카게야마 히로노부(影山ヒロノブ)
2. CLOWN（TV 애니메이션『부활하는 하늘 -RESCUE WINGS-』삽입곡）feat.엔도 마사아키(遠藤正明)
3. 장식 없는 눈물인 채로(飾らない涙のままで…)（TV 애니메이션『부활하는 하늘 -RESCUE WINGS-』이미지송）feat.키타다니 히로시(きただにひろし)
4. 푸르게 되라(青くなれ)（TV 애니메이션 『부활하는 하늘 -RESCUE WINGS-』이미지송）feat.후쿠야마 요시키(福山芳樹)
5. 엠블렘~이름 없는 영웅들에게~(エンブレム～名も無き英雄達へ～)（off vocal version）
6. CLOWN（off vocal version）
7. 장식 없는 눈물인 채로(飾らない涙のままで…)（off vocal version）
8. 푸르게 되라(青くなれ)（off vocal version）

- 한정 해제판 마브러브 얼터너티브 보컬집「Name」(限定解除版マブラヴ オルタネイティヴヴォーカル集「Name」)（2006년 12월 6일 발매） 카탈로그 번호 LACA-5575 ※ 키타다니 히로시(きただにひろし)가 단독으로 부른 [각성~Brave mind~(覚醒～Brave mind～)]와 엔도 마사아키(遠藤正明)가 단독으로 부른 Carry On의 초기 버전이 같이 수록.

1. Name~그대의 이름은~(Name～君の名は～)

- 러키☆스타Re-Mix002〜『ラキスタノキワミ、アッー』【してやんよ】〜(らき☆すたRe-Mix002〜『ラキスタノキワミ、アッー』【してやんよ】〜)（2007년 12월 26일 발매）카탈로그 번호 LACM-4445

1. JAM이 가져갔다! 세라복(JAMがもってった!セーラーふく)（TV 애니메이션『러키☆스타 (애니메이션)』주제가「못테케! 세라후쿠」의 커버 버전）

- SUPER ROBOT WARS JAM Project SONGS (2008년 12월 25일 발매)

1. 강철의 구세주(鋼の救世主)
2. POWER
3. GO!!
4. DEPARTURE
5. SKILL
6. FOREVER&EVER
7. VICTORY
8. 약속의 땅(約束の地)
9. GONG
10. Brother in Faith
11. Rocks
12. Portal
13. Crest of Z's
14. Cosmic Dance

- 느껴줘 Knight(感じてKnight) (ULTIMATE LAZY for MAZINGER) (2009년 4월 22일 발매) ※ LAZY, 오쿠다 타미오(奥田民生), 사이토 카즈요시(斉藤和義), JAM Project가 모여 'ULTIMATE LAZY for MAZINGER'라는 이름으로 발매[2]

1. 느껴줘 Knight(感じてKnight) (TV 애니메이션『진 마징가 충격! Z편』오프닝곡) ※ LAZY의 「感じてナイト」리메이크곡
2. Unforgettable Days
3. 느껴줘 Knight(感じてKnight) (Off Vocal)
4. Unforgettable Days (Off Vocal)

- 건담 트리뷰트 from Lantis (ガンダムトリビュート from Lantis) (2009년 12월 9일 발매)

1. 슬픈전사 (哀戦士) (기동전사 건담 극장판 Ⅱ 슬픈전사 편 주제가)

## 참고 내용
1. ↑  그가 비상근선언을 한 이유로는 농담조로 Go!!에서 솔로 파트가 없어서 빠졌다는 소리도 있지만 실질적인 이유는 그의 나이에도 문제가 있었다고 한다. 실제로 그는 1948년 생으로 2008년 당시 60세였고 건강도 약간 좋지 않았기에 2003년에는 공연 후 바로 무대에서 사라지는 일까지 있었다. 현재 그는 사실상 잼프로젝트의 감독급 인물로 남아있는 것이 현실이며 그는 카게야마 히로노부를 후계자로 지명했었다.
2. ↑  일본쪽에는 원곡을 불렀던 LAZY의 곡으로 엔트리 되어있다.